# Nikolaj Mel'nickij
Nikolaj Michajlovič Mel'nickij (in russo Николай Михайлович Мельницкий?; 9 maggio 1887 – Parigi, 7 novembre 1965) è stato un tiratore a segno russo.

## Palmarès

### Olimpiadi
- 1 medaglia:
  - 1 argento (Stoccolma 1912 nella pistola militare a squadre)